# Credicard Citi Mastercard Tennis Cup 2007
Il Credicard Citi Mastercard Tennis Cup 2007 è stato un torneo di tennis facente parte della categoria ATP Challenger Series nell'ambito dell'ATP Challenger Series 2007. Il torneo si è giocato a Campos do Jordão in Brasile dal 6 al 12 agosto 2007 su campi in cemento.

## Vincitori

### Singolare
Brian Dabul ha battuto in finale  Michael Quintero 7–5, 7–5

### Doppio
Eduardo Schwank /  Horacio Zeballos hanno battuto in finale  John-Paul Fruttero /  Izak Van Der Merwe con il punteggio di 3–6, 6–3, [12-10]